# Raj Tischbierek
Raj Tischbierek (* 24. September 1962 in Leipzig) ist ein deutscher Schachspieler.

## Leben
Raj Tischbierek kam durch seinen Vater zum Schachspiel, der es ihm im Alter von fünf Jahren beibrachte. Mit neun Jahren folgte der Eintritt beim Verein Chemie Leipzig. Er gewann zweimal die DDR-Meisterschaft im Schach (1987 und 1990). 1990 gewann er außerdem die Fernschachmeisterschaft der DDR.
Nach dem Abschluss der 10. Klasse wurde er zum Geologiefacharbeiter (Vermesser) ausgebildet und holte nebenher das Abitur nach. Er arbeitete allerdings nie als Facharbeiter, sondern zog 1989 nach Berlin. 1991 übernahm er dort die Zeitschrift Schach als Chefredakteur, für die er 1999 den Exzelsior Verlag gründete.
Tischbierek wurde auf dem FIDE-Kongress 1990 zum Großmeister ernannt. Im Mai 2002 sprach ihm der Deutsche Schachbund Dank und Anerkennung in Form einer Ehrenurkunde aus.

## Nationalmannschaft
Mit der Nationalmannschaft der DDR nahm Tischbierek an der Schacholympiade 1990 teil.

## Vereine
In der deutschen 1. Bundesliga spielte Tischbierek von 1990 bis 1992 für die FTG Frankfurt, von 1992 bis 1994 für den SC Stadthagen, mit dem er auch am European Club Cup 1993 teilnahm, in der Saison 1994/95 für den Münchener SC 1836, von 1995 bis 1997 für den SV Empor Berlin, mit dem er auch am European Club Cup 1996 teilnahm, von 1997 bis 2000 für den Dresdner SC, von 2002 bis 2009 für den SC Kreuzberg, in der Saison 2010/11 für den FC Bayern München und seit der Saison 2014/15 für den USV TU Dresden. In der österreichischen 1. Bundesliga (bis 2003 Staatsliga A) spielte Tischbierek von 1999 bis 2003 für den 1. SSK Mozart, in der Saison 2003/04 für den SV NÖ Melk-Wachau, von 2013 bis 2018 spielte er für SIR Royal Salzburg.

## Veröffentlichungen
- Sternstunden des Schachs. 30 x Olympia. London 1927 – Manila 1992. Sportverlag Berlin 1992, ISBN 978-3-328-00554-4.
- SKA Turnier München 1994. Sportverlag Berlin 1994, ISBN 978-3-328-00644-2.
- The Battle of Lasker vs. Tarrasch, in Bd. I, S. 257–328 von: Richard Forster, Michael Negele, Raj Tischbierek (Hrsg.): Emanuel Lasker. Bd. I: Struggle and victories. World chess champion for 27 years. Berlin 2018, ISBN 978-3-935800-09-9, Bd. II: Choices and chances. Chess and other games of the mind, Berlin 2020, ISBN 978-3-935800-10-5. Bd. III: Labors and Legacy. Chess, Philosophy, and Psychology, Berlin 2022, ISBN 978-3-9823864-1-6.